# Ollie Thorley
Oliver Andrew Thorley (Londra, 11 settembre 1996) è un rugbista internazionale per l'Inghilterra che milita nel Gloucester nel ruolo di tre quarti ala.

## Biografia
Prodotto del vivaio del Gloucester, fu lanciato in prima squadra nel novembre 2013 a 17 anni in Coppa Anglo-Gallese contro Northampton nel ruolo di secondo centro in coppia con l'esperto Mike Tindall, che all'epoca aveva più del doppio della sua età; ciò ne fece il più giovane debuttante del club nell'era professionistica.
Prima ancora di debuttare in Premiership, divenne anche il più giovane marcatore del club nel 2015 contro i gallesi Ospreys ancora in Coppa.
Il debutto in campionato avvenne nel 2016 con una vittoria contro Exeter ottenuta grazie a una sua meta.
Alla fine della stagione 2019-20 è divenuto il primo giocatore del Gloucester a primeggiare nella classifica dei realizzatori di Premiership con 11 mete.
Poco dopo giunse anche il debutto in nazionale maggiore a Roma contro l'Italia nel Sei Nazioni, al 2023 sua unica presenza internazionale.
Nel 2023 ha prolungato il contratto con Gloucester per un termine non reso noto.